# Saxgodingar 3
Saxgodingar 3 är ett instrumentalt album från 1987 av det svenska dansbandet Thorleifs. Det var bandets först CD-släpp.

## Låtlista
1. "Röda sandens dal"
2. "Send Me the Pillow"
3. "Corrine, Corrina"
4. "Inga blommor växer på en sjömansgrav"
5. "A Morning at Cornwall"
6. "Lill Swing"
7. "Ramblin' Rose"
8. "O sole mio"
9. "Only You"
10. "Musical Mix"
11. "Mio min Mio"
12. "I min lilla lilla värld av blommor"
13. "She's Not You"
14. "Can't Help Falling in Love"
15. "Swing'n Rock"